# 潘任惠珍
潘任惠珍，BBS，MH（1955年－），前任香港觀塘區議會九龍灣選區議員，曾任觀塘區議會主席。
潘任惠珍在德福花園獲居民支持，自1985年起連續在十屆觀塘區議會選舉中獲勝，至今任職區議員超過38年，是目前觀塘區議會中最資深的議員。潘太雖然在2019年區議會選舉中受民主派區選聯盟的推薦，但她對於警察執法的言論和處理警民衝突的手法的曖昧態度，卻不受部分民主派支持者認同。2019年7月獲頒銅紫荊星章。
2021年9月7日，觀塘區議會召開會議補選正副主席，建制派議員呂東孩在當選副主席後，隨即提出解散民主派佔議會多數時設立的保安及政制事務委員會，並重新改組委員會。動議在主席柯創盛未參與表決的情況下獲得13票通過，除獨立民主派議員蘇冠聰一度提出質疑並離席外，其餘包括潘任惠珍和謝淑珍在內的兩名獨立議員都投票讚成建制派的動議。

## 簡歷
潘任惠珍於1955年出生，其後於1982年接任德福花園業主委員會主席一職。1985年，潘任惠珍在牛頭角西選區參選，當時該選區為一雙議席選區（另一議員為牛頭角下邨的代表），故潘任惠珍有感德福花園亦應有一名區議員代表而參選。最終她以以三千餘票勝出，開始成為觀塘區議會的區議員，並因此辭任業委會主席職位，改任執行委員。在1980年代至90年代初期時，她為左派地區組織觀塘民眾聯誼會的成員。
1991年，牛頭角西選區被分拆，她在德福選區競逐連任，因無人競爭而自動當選。她曾在1994年至1997年間，因民主派在觀塘區議會中佔過半數而任區議會主席一職。在1994年至2011年的每次選舉中，除1999年潘任惠珍以近六成的選票連任外，其餘選舉她都獲超過七成五的極高得票率連任。2015年，她再次因無人競爭而自動當選，為當屆極少數自動當選的民主派議員之一。此外，她在1997年至2004年，及2009年至今續任德福花園業主委員會主席。
2019年，潘任惠珍與獨立民主派候選人賴俊文及黎裕興競爭。在此次選舉中，她被賴俊文批評在8月24日觀塘遊行中未有現身調停，而她則解釋當區警方指揮官於WhatsApp曾承諾不會在德福花園範圍發射催淚彈，加上當日她於機場帶領街坊參與境外旅遊活動，只能委託丈夫留守負責協調工作。在民主派分裂下，潘任惠珍仍以65%的得票連任。

## 外部連結
- 潘任惠珍的Facebook專頁

| 香港區議會      | 香港區議會                                 | 香港區議會     |
| --------------- | ------------------------------------------ | -------------- |
| 前任： 林珩輝   | 觀塘區議會主席 1994年－1997年              | 繼任： 侯瑞培  |
| 新頭銜 新增選區 | 觀塘區議會議員 九龍灣選區 1994年－2023年   | 選區改為觀塘西 |
| 新頭銜 新增選區 | 觀塘區議會議員 德福選區 1991年－1994年     | 選區改為九龍灣 |
| 前任： 張雲千   | 觀塘區議會議員 牛頭角西選區 1985年－1991年 | 選區改為德福   |